# Hechtia rosea
Hechtia rosea är en gräsväxtart som beskrevs av Charles Jacques Édouard Morren och John Gilbert Baker. Hechtia rosea ingår i släktet Hechtia och familjen Bromeliaceae. Inga underarter finns listade i Catalogue of Life.